# تقرير التقييم السادس للجنة الدولية للتغيرات المناخية
تقرير التقييم السادس (AR6) من الفريق الحكومي الدولي المعني بتغير المناخ (IPCC) التابع للأمم المتحدة، هو التقرير السادس في سلسلة من التقارير تهدف إلى تقييم المعلومات العلمية والتقنية والاجتماعية والاقتصادية المتعلقة بتغير المناخ. ساهم 234 عالمًا في هذا التقرير النهائي.
نشرت مجموعة العمل 1 The Physical Science Basis of Climate Change (الأساس العلمي الفيزيائي لتغير المناخ) في 9 أغسطس 2021، والذي ذكر إنه إذا جرى تخفيض انبعاثات غازات الاحتباس الحراري إلى النصف بحلول عام 2030 لتصل إلى صافي الصفر بحلول عام 2050، فيمكن إيقاف ظاهرة الاحتباس الحراري. اعتمد مؤلفو التقرير البالغ عددهم 234 على أكثر من 14000 ورقة علمية ثم وافقت عليها 195 حكومة. صيغ الملخص الخاص بصانعي السياسات من قبل العلماء وجرت الموافقة عليه سطراً بسطر من قبل الحكومات خلال الأيام الخمسة التي سبقت 6 أغسطس 2021.

## مكونات التقرير
يتكون التقرير السادس من تقارير ثلاث مجموعات عمل (WG) وتقرير تجميعي. في أبريل 2016، في الدورة 43 في نيروبي، كينيا، جرى تحديد موضوعات التقارير الخاصة في دورة تقييم AR6.
تسلسل تواريخ الإصدار الفعلي والمخطط له:
- تقرير خاص عن ظاهرة الاحتباس الحراري 1.5 درجة مئوية في أكتوبر 2018
- تنقيح المبادئ التوجيهية للهيئة الحكومية الدولية المعنية بتغير المناخ لعام 2006 بشأن قوائم الجرد الوطنية لغازات الاحتباس الحراري في مايو 2019
- تقرير خاص عن تغير المناخ والأراضي في أغسطس 2019
- تقرير خاص عن المحيطات والغلاف الجليدي في مناخ متغير في سبتمبر 2019
- مساهمة WGI بعنوان «الأساس العلمي الفيزيائي» في أغسطس 2021[7][8]
- مساهمة WGII «التأثيرات والتكيف وقابلية التأثر» في فبراير 2022
- مساهمة WGIII في «التخفيف من آثار تغير المناخ» في مارس 2022
- التقرير التجميعي في أكتوبر 2022[9]

## المحتوى

### الأساس العلمي الفيزيائي لتغير المناخ

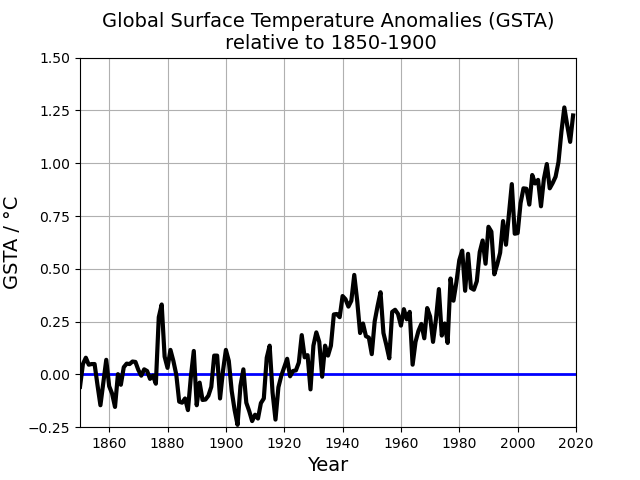
تباين متوسط درجة الحرارة العالمية المرصودة بالنسبة لمتوسط 1850-1900، كما ورد في ملخص لصانعي السياسات

ركز تقرير مجموعة العمل 1، الأساس العلمي الفيزيائي لتغير المناخ، على الإجماع التأسيسي لعلوم المناخ حول أسباب وتأثيرات انبعاثات غازات الدفيئة البشرية. وجرى نشره في 9 أغسطس 2021.
بالمقارنة مع التقييمات السابقة، تضمن التقرير المزيد من التفاصيل حول الآثار الإقليمية لتغير المناخ، على الرغم من الحاجة إلى مزيد من البحث حول تغير المناخ في شرق ووسط أمريكا الشمالية. من المحتمل أن يكون هناك ارتفاع لمستوى سطح البحر بحلول عام 2100 من نصف إلى متر، ولكن من غير المستبعد أن يكون من مترين إلى خمسة أمتار لأن عمليات عدم استقرار الغطاء الجليدي لا تزال غير مفهومة جيدًا.
يحدد التقرير حساسية المناخ بين 2.5 و4 درجة مئوية لكل مضاعفة لثاني أكسيد الكربون في الغلاف الجوي. جرى تضمين الجغرافيا السياسية في نماذج المناخ لأول مرة، مثل خمسة مسارات اجتماعية واقتصادية مشتركة، مع كون SSP1-1.9 مسارًا جديدًا لنمذجة كيف يمكن للناس الحفاظ على الاحترار دون 1.5 درجة مئوية. ويُضيق التقرير نطاق احتمالية ارتفاع درجة الحرارة إلى ما بين 1.5 درجة مئوية و5 درجة مئوية، مع احتمال الوصول إلى 1.5 درجة مئوية قبل عام 2040. صنف هذا التقرير التهديدات من التأثيرات المركبة بدرجة أعلى من التقارير السابقة للهيئة الحكومية الدولية المعنية بتغير المناخ. جرى تمديد الرسم البياني الشهير لعصا الهوكي. من المتوقع أن يزداد الطقس المتطرف تماشيًا مع درجة الحرارة ويتفاقم، مما يجعل الظواهر الجوية المتطرفة أكثر تأثيرًا على المجتمع.
تقدر ميزانية الكربون العالمية للإبقاء على أقل من 1.5 درجة مئوية بنحو 500 مليار طن إضافي من غازات الاحتباس الحراري، وهو ما سيحتاج العالم بأسره للوصول إلى الصفر الصافي قبل عام 2050. يقول التقرير أن التقليل السريع من انبعاثات الميثان أمر مهم للغاية.

## الاستقبال
من المتوقع أن يؤثر تقرير فريق العمل 1 على مؤتمر الأمم المتحدة لتغير المناخ لعام 2021.

### في العلم
نُشر تقرير The Physical Science Basis of Climate Change خلال فصل الصيف في نصف الكرة الشمالي، حيث كان هناك قدر ملحوظ من الأحداث المناخية المتطرفة مثل موجة الحرارة في غرب أمريكا الشمالية، والفيضانات في أوروبا، وأحداث هطول الأمطار الشديدة في الهند والصين، وأحداث أخرى مثل حرائق الغابات. يصف بعض العلماء هذه الظواهر الجوية المتطرفة بأنها تؤدي إلى الشك في معدل ظهور الظواهر المتطرفة في النماذج المستخدمة لكتابة التقرير، حيث أثبتت التجربة الحية أنها أشد خطورة من الإجماع العلمي حول تغير المناخ.

### في السياسة
بعد نشر تقرير مجموعة العمل 1، قال نائب رئيس الاتحاد الأوروبي، فرانس تيمرمانز، إنه لم يفت الأوان بعد لمنع تغير المناخ الجامح. قال رئيس الوزراء البريطاني بوريس جونسون إن العقد المقبل سيكون محوريًا لمستقبل الكوكب.
صرَّح ريك سبينراد، مدير الإدارة الوطنية للمحيطات والغلاف الجوي (NOAA) في الولايات المتحدة، أن وكالته «ستستخدم الرؤى الجديدة من تقرير الفريق الحكومي الدولي المعني بتغير المناخ لإبلاغ العمل الذي تقوم به مع المجتمعات للاستعداد لتغير المناخ والاستجابة له والتكيف معه».

### الأمم المتحدة
وصف الأمين العام للأمم المتحدة، أنطونيو غوتيريس، التقرير بأنه «رمز أحمر للإنسانية».

## روابط خارجية
- AR6 تغير المناخ 2021: أساس العلوم الفيزيائية
- تقرير الأمم المتحدة الجديد عن تغير المناخ، مقال على موقع Vox الإلكتروني